# Dimitrovgrad (Sérvia)
Dimitrovgrad (em cirílico: Димитровград) é uma vila da Sérvia localizada no município de Dimitrovgrad, pertencente ao distrito de Pirot, na região de Visok. A sua população era de 6247 habitantes segundo o censo de 2011.

## Demografia
| 1948 | 1953 | 1961 | 1971 | 1981 | 1991 | 2002 | 2011 |
| ---- | ---- | ---- | ---- | ---- | ---- | ---- | ---- |
| 2944 | 2891 | 3665 | 5488 | 7055 | 7226 | 6988 | 6247 |